# Sałanty
Sałanty (lit. Salantai) – miasto na Litwie, na historycznej Żmudzi, położone w okręgu kłajpedzkim, 31 km od Kretyngi.
Miejscowość wzmiankowana w XVI w. Należała m.in. do Wojnów, Górskich i Ogińskich. Prawa miejskie nadał w 1746 król Polski August III Sas.
Znajduje się tu zabytkowy kościół Wniebowzięcia NMP.